# 鋸齒折背龜
鋸齒折背龜（學名：Kinixys erosa）是折背龜屬下的一種雜食性龜，Psammobates oculifer有與它相同的異名。分佈于撒哈拉以南非洲的沙漠、草原地帶，也可能生活在雨林中。

## 威脅
鋸齒折背龜常被獵殺來食用，有瀕危趨向。

## 外部連結
- 網絡生命大百科